# Walking Tall 3 - Giustizia personale
Walking Tall 3 - Giustizia personale (Walking Tall: Lone Justice) è un film del 2007 diretto da Tripp Reed. È il prequel del film del 2004 diretto da Kevin Bray e interpretato da Dwayne Johnson e sequel del film del 2007 Walking Tall 2 - La rivincita.

## Trama
Due testimoni chiave del processo contro Octavio Pérez vengono assassinati, rendendo fondamentale la testimonianza fatta all'agente federale Kate Jensen che si fa mettere nel Programma Protezione Testimoni. Ma, la casa di Jensen viene attaccata dagli uomini di Pérez che uccide le due guardie e ferisce gravemente la donna. A questo punto lo sceriffo Nick Prescott decide di fare giustizia una volta per tutte.